# Mutsamudu
Mutsamudu ist mit rund 23.600 Einwohnern die zweitgrößte Stadt der Komoren. Sie liegt im Norden der Insel Anjouan, deren Hauptstadt sie ist, und wurde 1482 gegründet. Zu den auffälligen Merkmalen Mutsamudus gehören die Zitadelle und die Altstadt mit den engen Gassen.

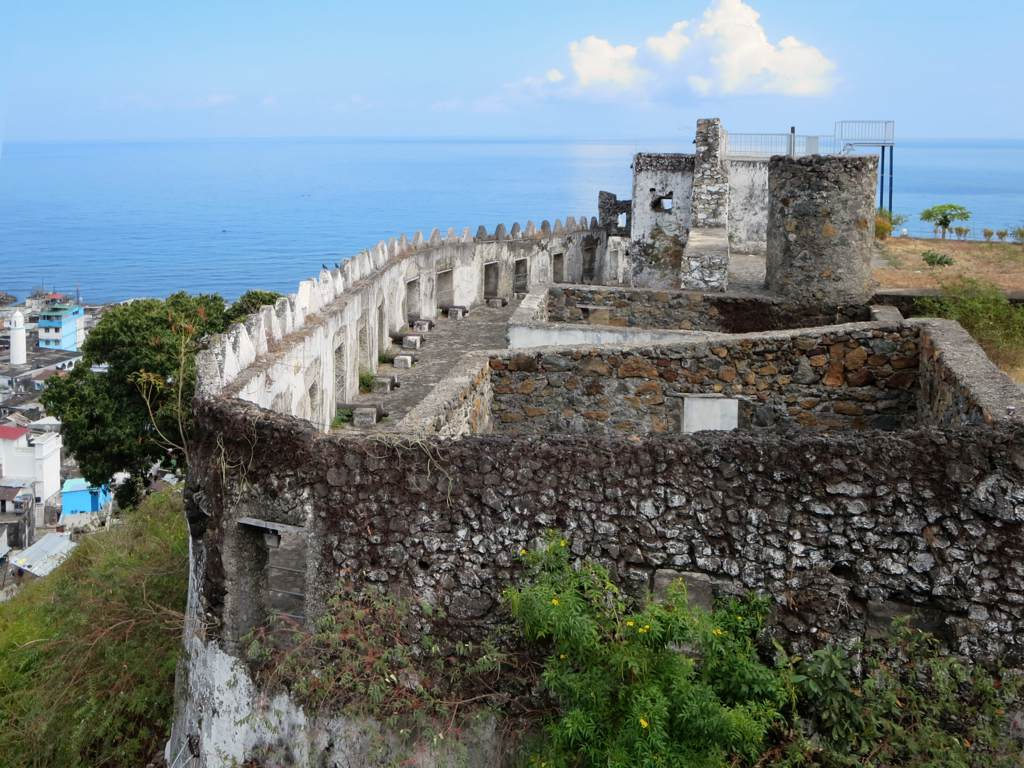
Zitadelle

## Klima
Das Klima in Mutsamudu ist tropisch maritim. Die Höchsttemperaturen reichen von 27 °C bis 32 °C. Durch die Lage auf der Südhalbkugel fällt die wärmste Jahreszeit auf die Monate Dezember bis April.

## Infrastruktur
Mutsamudu ist der einzige Tiefwasserhafen der Komoren und wurde 1982 erbaut. Drei Viertel seiner Fracht bestehen aus Umschlag für Containerfracht, die für die beiden anderen Inseln bestimmt ist. Die wichtigsten Importprodukte, die über den Hafen verschifft werden, sind Reis, Zement, Zucker, Mehl und Erdölprodukte. Die wichtigsten Exportprodukte sind Ylang-Ylang, Nelken und Vanille.
Fähren verbinden die Stadt mit Moroni, Mayotte und Mahajanga.

## Persönlichkeiten
- Ahmed Abdou (* 1936), Premierminister der Komoren
- Mohamed Ahmed (1917–1984), Politiker
- Abdallah Mohamed (vor 1976–2000), Politiker
- Ahmed Abdallah Mohamed Sambi (* 1958), von Mai 2006 bis 2011 Präsident der Komoren

## Nachweise
1. ↑  worldpopulationreview.com – comoros-population